# Karl-Josef Kluge
Karl-Josef Kluge (* 25. März 1933 in Essen) ist ein deutscher Erziehungswissenschaftler und emeritierter Professor im Fachbereich Erziehungshilfe und emotional-soziale Entwicklungsförderung der Humanwissenschaftlichen Fakultät der Universität zu Köln.

## Leben
Karl-Josef Kluge absolvierte 1949 eine Ausbildung zum Fernmeldetechniker. 1960 bestand er die Prüfung für das Lehramt an Volksschulen und war bis 1964 als Lehrer, u. a. an einer Sonderschule für Erziehungshilfe in Berlin, tätig. 1965 begann er als wissenschaftlicher Assistent am Lehrstuhl für Lernbehinderten- und Erziehungsschwierigenpädagagogik der Pädagogischen Hochschule Ruhr.
Nach seiner Promotion mit dem Thema Pädagogik der Schwererziehbaren; ein Beitrag zur Praxis und Theorie der Erziehungsschwierigenpädagogik  wurde er 1969 auf den Lehrstuhl Erziehungsschwierigenpädagogik der Universität zu Köln berufen. Von 1968 bis 1998 war er Direktor des Seminars für Erziehungsschwierigenpädagogik der ehemals Heilpädagogischen Fakultät  der Universität zu Köln. Zusätzlich zu seiner Hochschultätigkeit arbeitete er von 1971 bis 1978 als Direktor des Heilpädagogischen Landesjugendheimes Viersen/Rheinland.

## Forschung und Lehre
Zu Kluges Forschungsschwerpunkten zählen Erziehungsschwierigenpädagogik/Verhaltensauffälligenpädagogik/Erziehungstherapie/Pädagogik. Anfang der 1970er Jahre entwickelte er mit seinen Mitarbeitern für den Lehramts- und Diplomstudiengang ein Trainings- und Projektstudiensystem, das unter anderem die aktive Mitgestaltung der Studierenden sowie eine für  Hochschulverhältnisse weitgehend praxiswirksame, handlungsorientierte und transferbezogene Ausbildung beinhaltete. Auf der Grundlage des Menschenbildes „Christlicher Sozialwissenschaften“, „Pfadfinderpädagogik“ sowie „Humanistischer Psychologie“ orientiert an der Erziehung in seinem Elternhaus, Carl Rogers, Martin Buber, Reinhard und Anne-Marie Tausch, Peter Petersen, Ruth Cohn, Sir Robert Baden-Powell u. a. führt Karl-J. Kluge in der Universität zu Köln „Interaktive Workshops“ durch.
Seine Lehr- und Forschungsarbeiten umfassen Projektvorhaben im Feld der Erziehungshilfe, Beratungswissenschaft, Begabungsmanagement,
Eltern- und Familienarbeit, Internatspädagogik, Einzel- und Gruppenberatung/-therapie speziell	Förderung individueller (personalized) Begabung(en), Changemanagement in der Schulwirklichkeit, Partnerschaft: Schule und Elternhaus, Angewandte BeratungsWissenschaft, Humanistische Pädagogik und -Psychologie, Critical-Thinking, Group Ressource Management-Training (GRM-T) in Familien-, Schulen und Unternehmen, Kompetenzpädagogik in Schule, Familie und Hochschule sowie in Internaten, Hochwertige Kommunikations-Kompetenz (insbesondere der Hör- und Sprachkompetenz in der Unterrichts- und Beratungswirklichkeit, auch in Familien), Selfscience-Groups, Innovative Thinking (iT) sowie Erziehungs-Sprache.
Er lehrt, forscht und prüft weiterhin in Bereichen seiner Lehrbefugnis: Pädagogik des erwartungswidrigen Verhaltens, der Erziehungshilfe und der Emotional-sozialen Entwicklungsförderung. Zu diesen Bereichen gehören: Schule, Elternarbeit, Begabungspädagogik, Schulentwicklung, Lehrertraining, Beratung, wirksames Eltern- und Lehrerverhalten, Jugend- und Familienhilfe. Er ist außerdem prüfungsberechtigt für Bachelor- und Masterarbeiten (schriftliche Arbeit und mündliche Prüfung) im Bereich Erziehungswissenschaft.

## Individuelle Aktivitäten/Initiativen (Auswahl)
- „Inhouse-Trainings“ mit Eltern in der Jugend- und Familienhilfe: „2nd Life-Netzwerk“
- „Refreshing-Trainings“ für Gymnasiallehrer und Schüler in Herchen/NRW, New Jersey/USA und Portugal
- Gründung der Familie Kluge Stiftung der Universität zu Köln[3]
- „Begaben wagen“ ein Begabungsnetzwerk am Niederrhein
- Gastprofessuren an den Universitäten Tel Aviv, Connecticut/USA, Warschau, Moskau, Zürich, Dänemark und Schweden
- „Lernspielstraßen“ Projektgruppe 1976–1978 in Viersen/Rheinland: ein Angebot für  randständige Kinder mit ihren Eltern und Lehrern

## Werke (Auswahl)
- Das 9. Schuljahr in der Lernbehindertenschule. Probleme und Wege der Gestaltung.  Marhold, Berlin 1971.
- Mit Nicoletta von Randow: Kinder und Schülerdelinquenz. Wissenschaftliche Buchgesellschaft, Darmstadt 1979, ISBN 3-534-07972-8.
- Eine kindgerechte Umwelt schaffen: das pädagogische System von Janusz Korczak und seine Bedeutung für Sondererziehung und Rehabilitation. Band 7 von Berichte zur Erziehungstherapie und Eingliederungshilfe, Minerva-Publikation 1981, ISBN 3-597-10198-4.
- Power-Mütter Hochbegabter. Band 11 von Angewandte Begabungspädagogik & -psychologie in Familie, Schule und Berufswelt LIT Verlag, Münster 2008, ISBN 3-825-81292-8.
- Begabungs-Therapie. Band 12 von Angewandte Begabungspädagogik & -psychologie in Familie, Schule und Berufswelt, LIT Verlag, Münster 2009, ISBN 3-825-81801-2.

## Ehrungen
- Verleihung der Korczak-Medaille
- Verleihung der Ehren-Medaille der Universität Tel Aviv